# Empis pseudonuntia
Empis pseudonuntia är en tvåvingeart som beskrevs av Syrovatka 1991. Empis pseudonuntia ingår i släktet Empis och familjen dansflugor.
Artens utbredningsområde är Schweiz. Inga underarter finns listade i Catalogue of Life.